# ワン・ジュングァン
ワン・ジュングァン（王 俊光、Wang Junguang、1994年12月25日 - ）は、中華人民共和国の男性キックボクサー、中国高大拳クラブ所属。主に中国の団体で活躍しているが来日経験がありK-1、Krushでも結果を残している。

## 来歴
2016年6月4日、WLF武林風 vs Krush中日対抗戦にて倉崎昌史と対戦し1RKO勝ち。
2016年6月17日、武林風でハキム・ハメッシュと対戦し判定負け。
2017年7月16日、Krush.77 ～日本vs中国・6対6全面対抗戦～にて里見柚己と対戦して判定勝ち。
2017年9月18日、K-1 WORLD GP 2017 JAPAN ～初代ウェルター級王座決定トーナメント～にて、武尊とK-1 WORLD GPフェザー級タイトルマッチで対戦。接戦の末に判定負け。王座獲得に失敗した。
2019年8月31日、武林風にてホルヘ・バレラと対戦し4RKO勝ち。この試合はEnfusion -57kgタイトルマッチとして行われ、勝ったジュングァンは王座を獲得した。
2019年12月9日、ONE Championshipにてムエタイ367戦を誇るサムエー・ガイヤーンハーダオと対戦し判定負け。この試合はONEキックボクシング世界ストロー級タイトルマッチとして行われ、敗れたジュングァンは王座獲得に失敗した。
2022年8月11日、K-1 WORLD GP 2022 JAPAN 〜フェザー級世界最強決定トーナメント〜にエントリーし、1回戦でkrushフェザー級王者に新実貴人と対戦し、3ー0で判定勝ちを収めるも、準決勝で斗麗に1ラウンドに前蹴りでダウンを奪われ3-0で判定負けし、ベスト4に終わった。

## 戦績
| キックボクシング 戦績 | キックボクシング 戦績 | キックボクシング 戦績 | キックボクシング 戦績 | キックボクシング 戦績 | キックボクシング 戦績 | キックボクシング 戦績 |
| --------------------- | --------------------- | --------------------- | --------------------- | --------------------- | --------------------- | --------------------- |
| 29 試合               | (T)KO                 | 判定                  | その他                | 引き分け              | 無効試合              |                       |
| 24 勝                 |                       |                       | 0                     | 1                     | 0                     |                       |
| 4 敗                  |                       |                       | 0                     | 1                     | 0                     |                       |

| 勝敗 | 対戦相手                     | 試合結果       | 大会名 | 開催年月日     |
| ×    | サムエー・ガイヤーンハーダオ | 5R終了 判定0-3 | ONE Championship: Mark Of Greatness 【ONEキックボクシング世界ストロー級タイトルマッチ】                   | 2019年12月9日  |
| ○    | フェデリコ・ローマ           | 1R 2:57 TKO    | ONE Championship: Dawn Of Valor                                                                           | 2019年10月26日 |
| ○    | ホルヘ・バレラ               | 4R 0:55 KO     | 武林風 【Enfusion -57kgタイトルマッチ】                                                                   | 2019年8月31日  |
| ○    | Longoen Dabransarakarm       | 3R終了 判定3-0 | 武林風 | 2019年7月27日  |
| ○    | Khavazh Oligov               | 3R終了 判定3-0 | Glory of Heroes 34: Tongling                                                                              | 2018年9月15日  |
| ○    | 佐野天馬                     | 3R終了 判定3-0 | Glory of Heroes 33: Shanghai                                                                              | 2018年7月28日  |
| ○    | Yevgen Kraminskyi            | 3R終了 判定3-0 | Glory of Heroes 31: Beijing                                                                               | 2018年5月26日  |
| ○    | ドミニク・リード             | 3R終了 判定3-0 | Glory of Heroes: New Zealand vs China                                                                     | 2018年3月3日   |
| ×    | アスティミール・ボルゾフ     | 3R終了 判定0-3 | Glory of Heroes: Jinan, 57 kg Tournament Semi-Finals                                                      | 2017年12月23日 |
| ×    | 武尊                         | 3R終了 判定0-3 | K-1 WORLD GP 2017 JAPAN ～初代ウェルター級王座決定トーナメント～ 【K-1 WORLD GPフェザー級タイトルマッチ】 | 2017年9月18日  |
| ○    | 里見柚己                     | 3R終了 判定2-0 | Krush.77 ～日本vs中国・6対6全面対抗戦～                                                                   | 2017年7月16日  |
| ○    | ベルナルド・メンデス         | 3R終了 判定3-0 | Glory of Heroes: Portugal & Strikers League                                                               | 2017年5月27日  |
| ○    | Shaxi                        | 3R終了 判定3-0 | Rise of Heroes: Hengyang                                                                                  | 2017年3月25日  |
| ○    | AKIRA                        | 2R KO          | Glory of Heroes 6                                                                                         | 2017年1月13日  |
| ○    | Feng Tianhao                 | 3R終了 判定3-0 | Rise of Heroes 1, 57kg Tournament Final                                                                   | 2016年9月17日  |
| ○    | Thanapon                     | 2R TKO         | Rise of Heroes 1, 57kg Tournament Semifinals                                                              | 2016年9月17日  |
| ○    | センコーン                   | 3R終了 判定3-0 | Glory of Heroes 4                                                                                         | 2016年8月6日   |
| ×    | ハキム・ハメッシュ           | 3R終了 判定    | 武林風 | 2016年6月17日  |
| ○    | 倉崎昌史                     | 1R KO          | WLF武林風 vs Krush中日対抗戦                                                                              | 2016年6月4日   |

## 獲得タイトル
- GOH 57kg級トーナメント優勝
- Enfusion 57kg級王座